# Reconocimiento celular
El reconocimiento celular es el proceso en el cual las moléculas de glúcidos constituyen la base química para el reconocimiento mutuo entre las células. De esos glúcidos se valen lo mismo las bacterias, para identificar su célula hospedadora, que las células del sistema inmunitario, para distinguir el tejido enfermo. También dirigen la organización del embrión.

## Descubrimiento
En 1952, Aaron Moscona, de la Universidad de Chicago, separó las células de un embrión de pollo al incubarlas en una solución enzimática y agitarlas suavemente. Pero observó que no permanecían aisladas, sino que volvían a reunirse en un nuevo agregado.
Moscana observó también que, cuando las células retinianas y hepáticas convergían así, las retinianas emigraban hacia el interior de la masa celular.
- Datos: Q954430